# 叶卡捷琳娜·斯捷尼亚金娜
叶卡捷琳娜·彼得罗芙娜·斯捷尼亚金娜（羅馬化：Yekaterina Petrovna Stenyakina；1985年5月4日—）是俄罗斯政治人物，第八届国家杜马代表。
2005年至2007年，斯捷尼亚金娜在南俄罗斯国立理工大学沙赫特分校担任技术员。2008年至2009年，她担任罗斯托夫州立法议会代表的助理。2016年至2018年，她担任青年政策、体育文化、体育和旅游委员会主席。2018年9月14日，她当选罗斯托夫州立法议会公共协会互动、青年政策、体育文化、体育和旅游委员会主席。2021年9月起，她担任第八届国家杜马代表。

## 制裁
斯捷尼亚金娜于2022年因俄乌战争而受到英国政府制裁。